# Степне (Кабардино-Балкарія)
Степне (рос. Степное) — село у Прохладненському районі Кабардино-Балкарії Російської Федерації.
Орган місцевого самоврядування — сільське поселення Красносільське. Населення становить 224 особи.

## Історія
Згідно із законом від 27 лютого 2005 року органом місцевого самоврядування є сільське поселення Красносільське.

## Населення
| 1970 | 1989 | 2002 | 2010 |
| ---- | ---- | ---- | ---- |
| 344  | ↗418 | ↘327 | ↘224 |